# Taroniti
I Taroniti (in greco Ταρωνίτης?, Taronites), forma femminile Taronitissa (Ταρωνίτισσα), era il nome di una nobile famiglia bizantina, discendente dalla famiglia regnante del principato armeno di Taron. In georgiano è tradotto con “Tornikes” o “Tornikios”.

## Storia
La famiglia fu fondata dai fratelli Gregorio e Bagrat (Pankratios in greco), che cedettero il principato ai Bizantini nel 968 in cambio di proprietà e alte dignità. La moglie di Teodosio Monomaco e madre di suo figlio Costantino IX Monomaco, si chiamava (Irene?) Tornikaina/Taronitissa.
La famiglia è stata una delle più importanti dell'aristocrazia militare tra la fine del X e l'inizio dell'XI secolo e, in seguito, si è imparentata con la dinastia dei Comneni grazie al matrimonio di Michele Taronita con Maria, sorella di Alessio I Comneno. Nel XII secolo, i Taronitai divennero principalmente funzionari civili, molti dei quali occuparono alte cariche nel governo centrale di Costantinopoli. La famiglia perse il suo status e la sua influenza dopo la dissoluzione dell'Impero bizantino con la Quarta crociata nel 1204.